# Bühne Morgenstern
Die Bühne Morgenstern ist ein Tourneetheater mit Sitz in Oldenburg in Holstein.
Die Bühne hat sich auf Theater für Kinder spezialisiert, was bedeutet, dass die ausgewählten Stücke nahe am Originaltext kindgerecht aufbereitet und in stilechten Kostümen präsentiert werden.
Die Kinder sollen so – als "Theatergänger der nächsten Generation" – an "Theater" herangeführt und zum Miterleben und Mitdenken angeregt werden; es findet eine erste Erschließung von darstellender Kunst mit den Elementen Schauspiel, Musik und Gesang statt.

## Geschichte
Die Bühne wurde 1945 von kriegsgefangenen Künstlern in einem Lager in Friedrichskoog gegründet. Ende 1945 wurden diese Gefangenen nach Ostholstein verlegt.
Der Name "Der Morgenstern" leitet sich vom Morgenstern ab – die Künstler wollten, „wie dieser Stern Vorläufer für die Sonne ist, Vorläufer für ein neues Theater in Deutschland sein“.

## Sitz
Sitz der Bühne ist Oldenburg in Holstein; hier befinden sich Verwaltung, Werkstatt, Schneiderei und Probebühne. Im theatereigenen Tourbus fahren die Schauspieler mit allen Kulissen, Kostümen, Beleuchtung und Technikequipment zum Spielort.

## Auszeichnungen
Die besonderen Leistungen der Bühne wurden 2010 mit dem Eintrag in das Goldene Buch der Stadt Oldenburg für die bisherige Theaterleitung (Ehepaar Graw) honoriert.
Das Umweltschutzkabarett "UVS" wurde etliche Jahre durch die Landesregierung Schleswig-Holstein gefördert.